# Трисман, Энн
Энн Мари Трисман (Трейсман, Трайсман) (англ. Anne Marie Treisman; 27 февраля 1935, Уэйкфилд, Уэст-Йоркшир, Великобритания — 9 февраля 2018) — британский психолог, признанный специалист в области психологии внимания, профессор факультета психологии Принстонского университета.

## Биография
Энн Трисман родилась в Уэйкфилде, Йоркшир, Великобритания. Два года спустя её семья переехала в деревню недалеко от Рочестера, графство Кент, где её отец, Перси Тейлор, работал начальником отдела образования во время Второй мировой войны. Её мать, Сюзанна Турен, была француженкой. В возрасте 11 лет Трисман переехала со своей семьей в Рединг, Беркшир, где она посещала гимназию для девочек Kendrick School. Английская система образования в то время вынуждала Трисман выбирать только три предмета за последние два года в средней школе, и Трисман сосредоточилась на языковых искусствах (французский, латынь и история).
Трисман получила степень бакалавра французской литературы в Ньюнхэм-колледже в Кембридже в 1954 году. Она получила степень бакалавра первого класса с отличием, что принесло ей стипендию, которую она использовала для получения второй степени бакалавра психологии. В течение этого дополнительного года Трисман училась под руководством Ричарда Грегори, который познакомил ее с различными методами исследования разума посредством экспериментов с восприятием. Находясь в Кембридже, она активно участвовала в секции народной музыки.
В 1957 году Трисман поступила в Сомервиль-колледж в Оксфорде, чтобы получить степень доктора философии под руководством своего советника Кэролуса Олдфилда. Трисман проводила исследования афазии, но вскоре заинтересовалась неклиническими группами населения. Исследование Трисмана основывалось на книге Дональда Бродбента «Восприятие и общение».
Трисман защитила диссертацию «Избирательное внимание и восприятие речи» в 1962 году.
После получения докторской степени Трейсман работала в исследовательском отделе психолингвистики Совета медицинских исследований в Оксфорде, проводя исследования в области избирательного слушания. В 1964 году Трейсман предложила свою теорию затухания, которая модифицировала модель фильтра Бродбента, заявив, что оставленная без присмотра информация ослабляется, а не полностью отфильтровывается. В 1967 году работая приглашенным ученым в психологическом отделе Bell Telephone Laboratories, она опубликовала в Psychological Review статью, которая была «центральной в развитии избирательного внимания как научной области исследования».
Трисман и Канеман заняли должности в Университете Британской Колумбии вскоре после свадьбы. В 1980 году Трисман и Геладе опубликовали свою основополагающую статью по теории интеграции признаков (FIT). Одним из ключевых элементов FIT является то, что на ранних стадиях восприятия объекта такие характеристики, как цвет, форма и ориентация кодируются как отдельные объекты; сосредоточенное внимание объединяет эти отдельные черты в воспринимаемые объекты.
Трисман перешла в Калифорнийский университет в Беркли в 1986 году, где она и Канеман руководили совместной «Лабораторией внимания» на факультете психологии. С 1993 года до выхода на пенсию в 2010 году Трисман работала на факультете психологии Принстонского университета. В 1995 году она была названа почетным профессором психологии Принстонского университета Джеймса С. Макдоннелла. Её работа появилась в 29 главах книг и более чем в 80 журнальных статьях и широко цитируется в психологической литературе, а также занимает видное место как в вводных, так и в продвинутых учебниках. Основанный анонимным подарком в 2015 году Центр поведенческих наук и государственной политики Канемана-Трисмана, расположенный в Принстонской школе Вудро Вильсона, чтит наследие Дэниела Канемана и Энн Трисман.

## Вклад
Основные области исследования — зрительное и слуховое внимание, восприятие, память. К числу ключевых работ Трисман следует отнести аттентивную теорию интеграции признаков, известную также как концепция двух фаз зрительного восприятия: предвнимательной и фокальной (напр., Величковский, 2006). Идея двух фаз зрительного восприятия разрабатывалась американскими психологами Ульриком Найссером и Дэвидом Марром. Согласно Трисман, в предвнимательной фазе обработка зрительных ощущений происходит одновременно (в отношении всех элементов визуального поля) и автоматически (без фокусировки внимания). В фокальной фазе обработка зрительных ощущений осуществляется с концентрацией внимания и последовательно (в каждый момент времени только в отношении одного элемента визуального поля) При этом предполагается, что на стадии фокальной обработки информации происходит так называемая конъюнктивная интеграция разрозненных перцептивных элементов предвнимательной фазы. На предвнимательной стадии обработки стимулов элементарные стимульные признаки, такие как размер, ориентация, цвет обрабатываются автоматически и одновременно, без участия сознания. Конъюнктивный поиск осуществляется медленнее, осознанно и последовательно, от одного объекта к другому. Нейробиологи смогли экспериментально определить, что кора головного мозга приматов содержит множество корковых полей, нейроны которых связаны с определенными признаками (ориентация, цвет, форма и т. п.)
На рубеже 1960—70-х внесла ряд важных корректив в теорию раннего отбора своего учителя Доналда Бродбента, предложив оригинальную теорию внимания — модель аттенюатора. Работы Трисман являются частыми объектами цитирования в учебниках по когнитивной психологии (напр., Андерсон, 2003; Величковский, 2006; Солсо, 2006).

## Признание
Член Лондонского королевского общества по развитию знаний о природе (1989), член Национальной академии наук США (1994), обладатель премии Уильяма Джеймса за 2002 год.

## Личная жизнь
Муж — Нобелевский лауреат по экономике, психолог Даниэль Канеман.

## Публикации
1. Treisman, A., & Gelade, G., (1980). A feature integration theory of attention. Cognitive Psychology, 12, 97-136.
2. Anne Treisman Features and Objects in Visual Processing Scientiﬁc American 255, no. 5 (1986): 114—125.